# Centro Acuático Internacional de Tatsumi

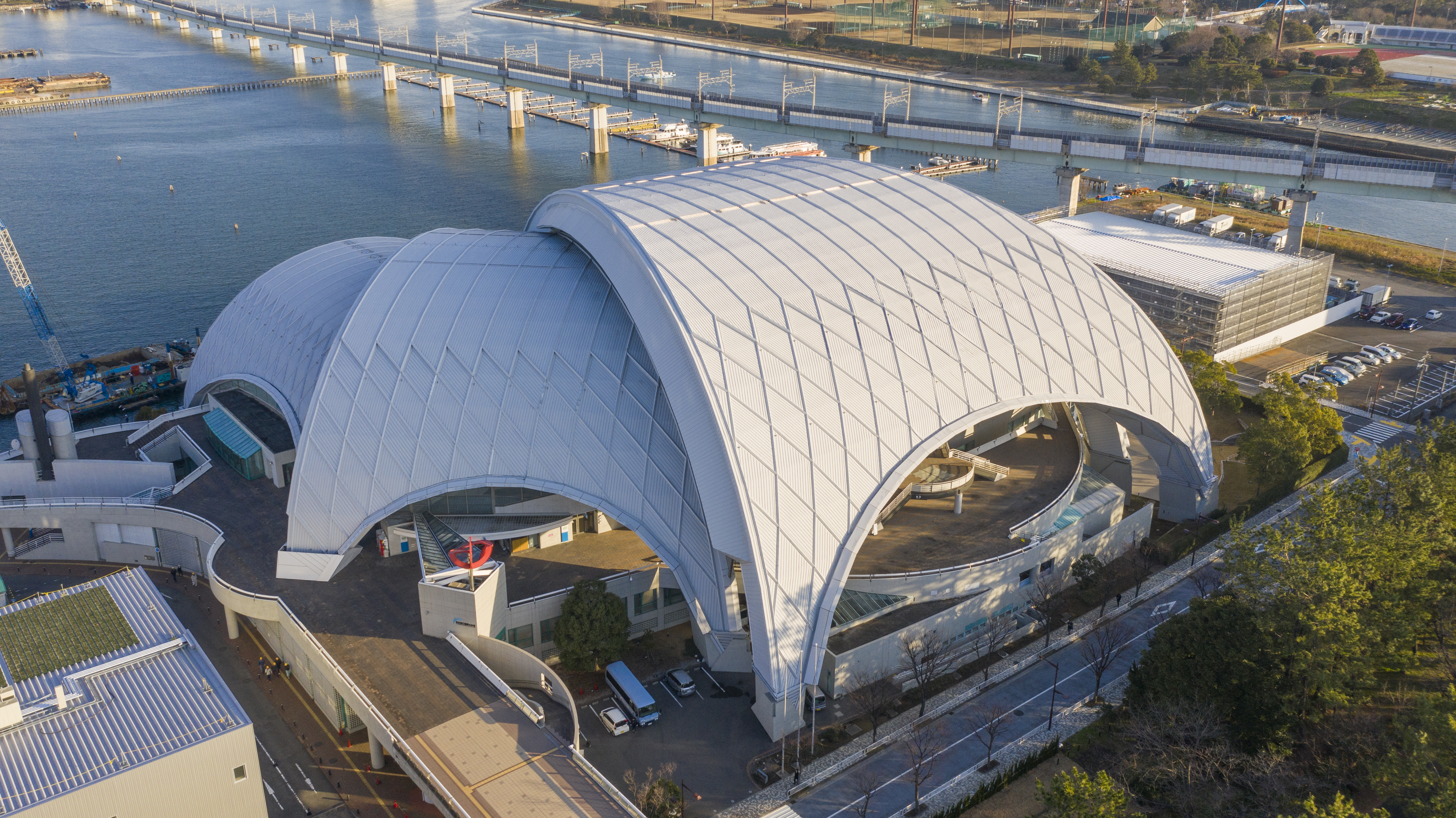
Vista aérea

El Centro Internacional de Natación Tokio Tatsuimi (東京辰巳国際水泳場 Tōkyō Tatsumi Kokusai Suieijō?) es una instalación deportiva en Kōtō, Tokio, Japón. El centro de natación ha albergado diversas competiciones japonesas de natación.

## Historia
El complejo fue diseñado por el Environment Design Institute, una firma de arquitectura de Tokio. Fue encargado por la Autoridad Portuaria, una institución del Gobierno Metropolitano de Tokio. El edificio está construido en gran parte de acero-hormigón reforzado excepto el techo. El diseño estructuralfue diseñado por Kozo Keikaku Engineering. El complejo fue completado en marzo de 1993.
El centro de natación será utilizado para las competiciones de waterpolo en los Juegos Olímpicos de Tokio 2020.

## Récords mundiales batidos

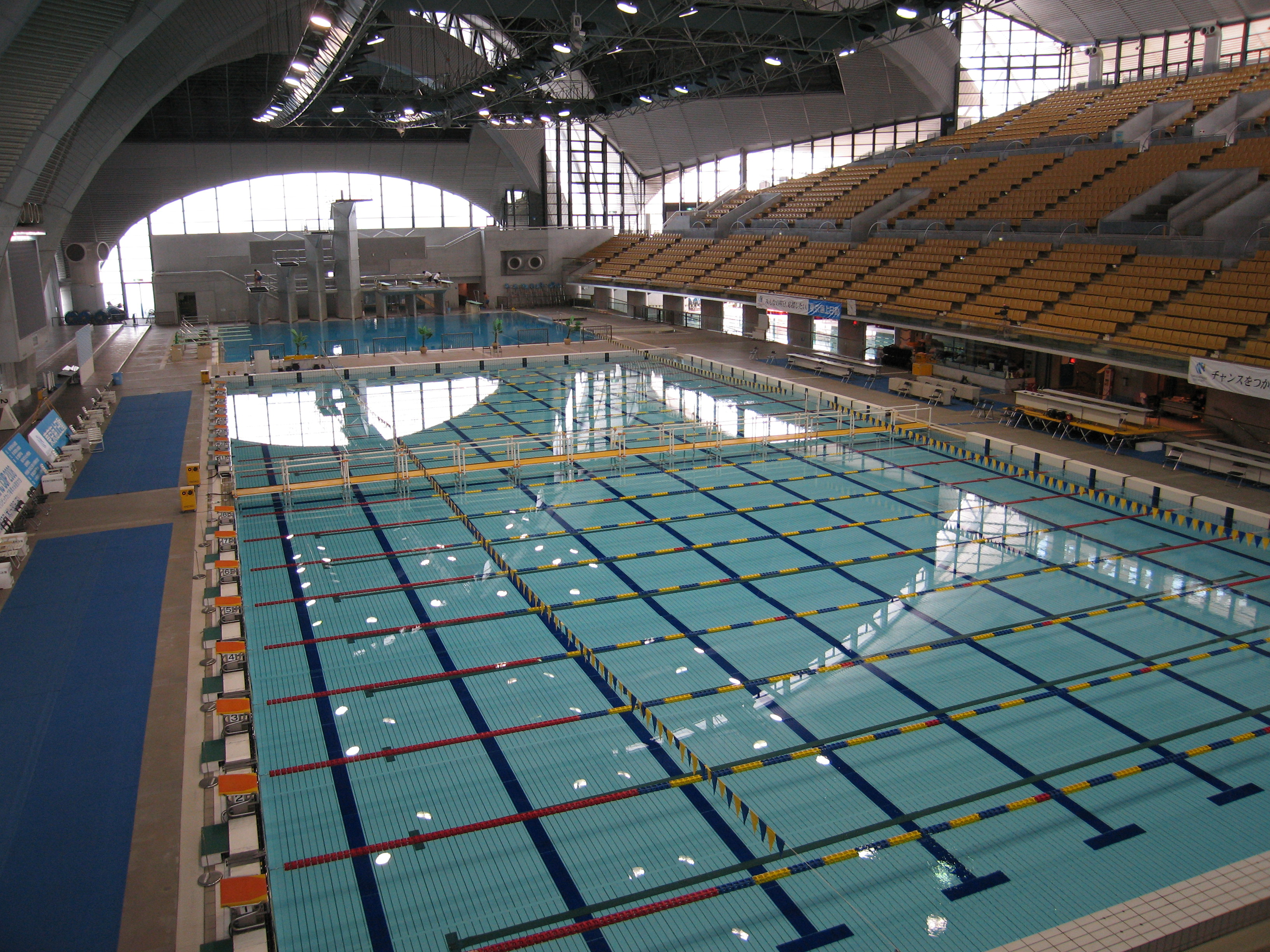
Piscina principal

### Curso largo
- 200 m braza 2:07.51 Kosuke Kitajima; 8 de junio de 2008[3]
- 200 m braza 2:06.67 Ippei Watanabe; 29 de enero de 2017[4]

### Curso corto
- 200 m mariposa 2:03.12 Yūko Nakanishi; 23 de febrero de 2008[5]